# The Ship
The Ship je studiové album anglického hudebníka Briana Ena. Vydáno bylo 29. dubna roku 2016 společností Warp Records. Spolu s Enem desku produkoval Peter Chilvers. Dále se na nahrávce podíleli další Enovi dlouholetí spolupracovníci Leo Abrahams, Nell Catchpole a Jon Hopkins. Do jedné skladby svým hlasem přispěl herec Peter Serafinowicz. V britské hitparádě UK Albums Chart se umístilo na 28. příčce. V americké Billboard 200 dosáhlo 175. Součástí skladby „Fickle Sun (III) I'm Set Free“ je coververze písně „I'm Set Free“ od americké kapely The Velvet Underground. Album bylo inspirováno havárií lodi Titanic.

## Seznam skladeb
| Pořadí | Název                            | Délka |
| ------ | -------------------------------- | ----- |
| 1.     | The Ship                         | 21:19 |
| 2.     | Fickle Sun (I)                   | 18:03 |
| 3.     | Fickle Sun (II) The Hour Is Thin | 2:50  |
| 4.     | Fickle Sun (III) I'm Set Free    | 5:18  |
| 5.     | Away (bonus na japonské verzi)   | 6:53  |